# Nuria Olivé
Nuria Olivé, född den 20 augusti 1968 i Barcelona, Spanien, är en spansk landhockeyspelare.
Hon tog OS-guld i damernas landhockeyturnering i samband med de olympiska landhockeytävlingarna 1992 i Barcelona.